# Vanišovec
Vanišovec je přírodní rezervace v katastrálním území města Šaštín-Stráže v okrese Senica v Trnavském kraji na Slovensku. Území bylo vyhlášeno v roce 2012 a jeho rozloha je 196,84 hektaru. Předmětem ochrany jsou biotopy panonských dubohabřin, teplomilných doubrav na spraši a písku, vlhkomilné březové acidofilních doubrav, rašelinných březových lesíků, přirozených dystrofních stojatých vod a přechodných rašelinišť.